# فرانسیسکو رودریگز ویلچز
فرانسیسکو رودریگز ویلچز (اسپانیایی: Francisco‎؛ زادهٔ ۱۷ ژوئن ۱۹۷۸) بازیکن سابق و مربی فوتبال اهل اسپانیا است.
از باشگاه‌هایی که در آن بازی کرده‌است می‌توان به باشگاه فوتبال آلمریا اشاره کرد.